# 孟買單軌列車
孟買單軌列車是印度孟買的單軌鐵路系統，也是孟買一項重要的公共交通項目，由孟買大都會區發展局（MMRDA）擁有，由總部位於孟買的拿丁集團和馬來西亞基建公司史格米工程承建。這條鐵路是昆達拉谷鐵路和伯蒂亞拉邦單軌電車在1920年代停駛後，印度第一條通車的單軌鐵路。
單軌列車一期線路於2009年動工，至2014年2月1日通車，連接瓦達拉（Wadala）和商波爾（Chembur）。二期線路在2019年3月4日通車，連接瓦達拉和雅各圓環（Jacob Circle）。

## 歷史

### 背景

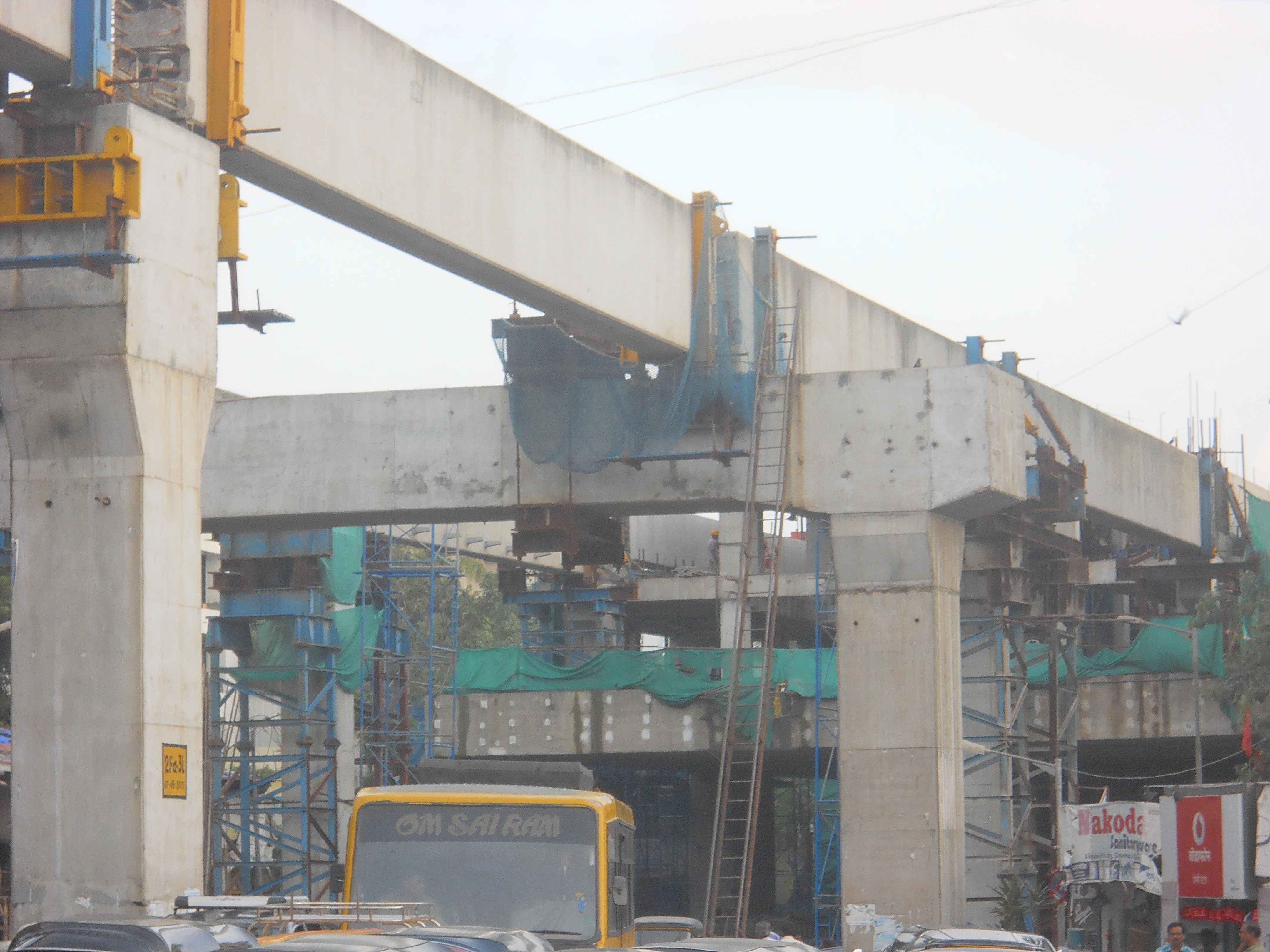
商波爾地區一座興建中的單軌列車站

孟買大都會區發展局在2005年提出興建單軌鐵路的計劃，原因是孟買的巴士非常擁擠，在窄路上開得很慢，既加劇交通擠塞，對乘客也沒有好處。局方表示單軌鐵路將服務郊區鐵路和地鐵未覆蓋的區域，為通勤者提供有效率、安全、配有冷氣、舒適、廉宜的公共交通服務。
項目於2008年8月18日獲時任馬哈拉施特拉邦首席部長維拉斯拉奧·德希姆克批准。首期路線將連接雅各環、瓦達拉、馬呼爾和商波爾，接駁原有的郊區鐵路。
由拿丁集團和史格米工程合資籌建的財團在2008年11月11日擊敗龐巴迪運輸、信實能源和日立組成的財團，中標單軌列車的興建工程，合約總值246億盧比（約5.15億美元）。按照合約，單軌鐵路通車後，將由上述財團負責經營，至2029年交還政府。

### 施工

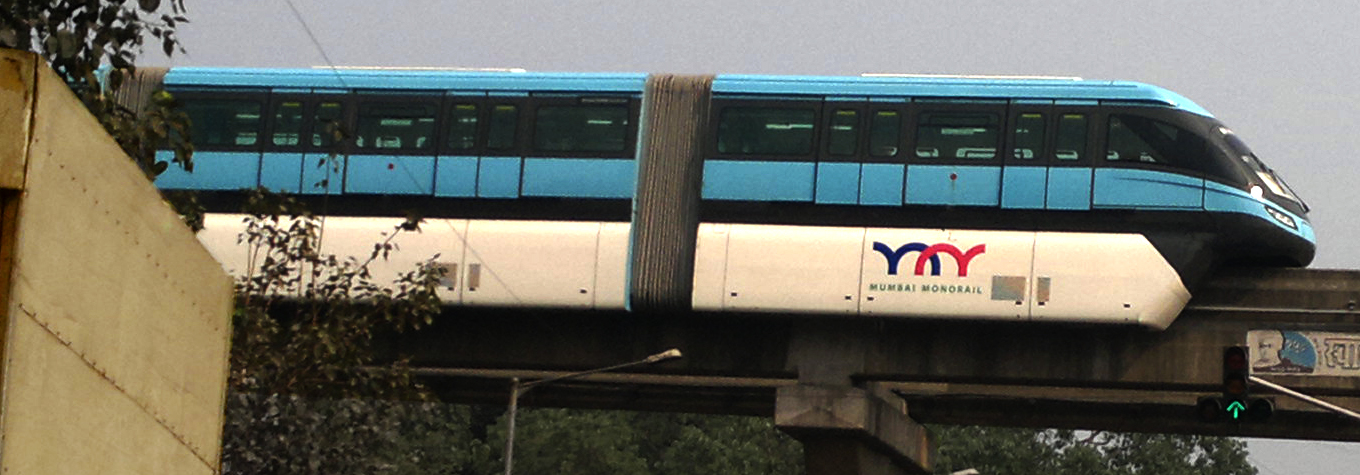
單軌列車試車

孟買單軌鐵路在2009年1月舉行動工儀式，由馬哈拉施特拉邦首席部長阿肖克·查萬主禮。項目分兩期施工，首期路線連接商波爾和瓦達拉，預計可在2010年12月竣工，第二期路線連接瓦達拉和雅各圓環，預計在2011年6月竣工。第一期工程延誤了10次，原因是孟買大都會區發展局經常改變單軌走線，承建商又未能及時解決徵地糾紛、移除侵佔物，以及從當局和鐵路部門取得施工許可。
單軌鐵路一段長108米路段在2010年1月26日完成試車，長約1公里的瓦達拉車廠－巴克提園段則於2012年2月18日試車。孟買大都會區發展局於同年12月展開全線的測試工作。
2013年12月底，孟買大都會區發展局宣布他們已向安全認證局（工程）申請對單軌鐵路瓦達拉－商波爾段進行檢查；上述路線通車前，安全認證局需要檢查文件和實地檢查項目。電機系統由電氣總督察負責認證，安全審核則由拿丁-史格米財團委託新加坡SMRT集團完成。翌年1月20日安全認證局發出安全證書後，孟買大都會區發展局隨即向邦政府提交證書，以取得對方批准單軌鐵路投運的通知。單軌通車前，其營運和維護的安排需要得到首席部長的批准。

### 通車
馬哈拉施特拉邦首席部長普利特維拉·查萬於2014年2月1日下午3時47分為孟買單軌鐵路1號線第一班列車揮動出發旗號，隨後與副首席部長等一眾官員登上單軌列車，從瓦達拉車廠到達商波爾站，全程20分鐘。一行人之後到商波爾甘地廣場參加正式的通車典禮。翌日一期路線開放載客，服務時間原訂於下午3點結束，但當天單軌鐵路共招待19,678人次，比預期多，因此車站需要在下午2點30分提早關門。列車服務則延續到下午4點30分，讓每一個購票乘客有機會乘坐單軌列車。通車後第一個星期（2月2日－8日），單軌列車共開出512班列車，服務136,865人次，營運商售出132,523枚單程票和1,409張智能卡，錄得1,424,810盧比的票務收入。通車後第一個月（2月2日－3月1日），單軌列車共服務458,871人次，總收入為4,466,522盧比。
由於沿線地區人煙稠密，拆除違章建築需時，因此原定於2011年6月完工的二期路線（雅各圓環－瓦達拉）歷經多年延誤，最終在2019年3月3日舉行通車典禮，至翌日（3月4日）開放載客。

## 營運

### 車費
單軌列車按距離收費。剛通車時，單軌列車的單程車費由5至11盧比不等。2019年二期路線通車後，單程車費調高到10至40盧比不等。

### 噪音
根據孟買大都會區發展局在單軌試車期間進行的研究，單軌列車產生的噪音達65至85分貝，明顯低於市內巴士（95分貝）。

### 車速
單軌列車最高時速為80（50英里），平均時速為65（40英里）。加上停車時間後，營運時速約為31（19英里）。

### 載客量與班次
四節單軌列車在滿載時最多可接載568名乘客，六節列車則可接載852名乘客。每一節車廂設有約18個座位，並可容納124名站立乘客，但首、末兩節列車設有駕駛室，載客量比其他車廂少。按照設計，單軌列車班距最短可達3分鐘，營運時間為清晨5時到凌晨12時。預計通車初期，單軌列車的每小時單向載客量為7,400人次（2031年將增至8,300人次），日乘客量為12.5萬人次（2031年將增至30萬人次）。截至2020年1月，單軌實際的日載客量為1萬人次。
2019年第二期路線通車後，單軌列車的營運時間從清晨6時開始，至晚上10時結束。截至2021年，單軌列車的班距為20分鐘；2023年新列車投入運作後，班距將可縮短到5分鐘。

## 擱置計劃
根據孟買單軌鐵路總體建設規劃，孟買原計劃斥資2029.6億盧比，興建8條單軌鐵路。
| 分期 | 路線                                                      | 長度（公里） | 成本         |
| ---- | --------------------------------------------------------- | ------------ | ------------ |
| 1    | 1號線：商波爾—瓦達拉—雅各環                               | 19.54        | 271.6億盧比  |
| 1    | 穆蘭德—戈爾甘—包里瓦利                                    | 30           | 417億盧比    |
| 1    | 維拉爾—吉哈爾東格里（Chikhaldongri）                      | 4.60         | 63.99億盧比  |
| 1    | 羅翰瓦拉（Lokhandwala）—聖克魯斯電子產品出口加工區—坎杰馬 | 13.14        | 182.65億盧比 |
| 1    | 塔那—米拉—巴楊達—達希沙                                   | 24.25        | 337.08億盧比 |
| 2    | 格利揚—烏爾哈斯訥格爾—東比夫里                            | 26.40        | 366.96億盧比 |
| 2    | 商波爾—加特科帕—科帕開拉內                                | 16.72        | 368.63億盧比 |
| 2    | 馬哈佩—希爾法塔—格利揚                                    | 21.10        | 293.29億盧比 |
| 2    | 塔那—皮文迪—格利揚                                        | 30           | 375億盧比    |

2011年11月，孟買大都市區發展局表示，當局不打算立即在孟買地區修建第二條單軌線，並澄清此舉不表示當局無意推動該專案，可是工程計劃可能不會按照規劃時序實行。該局一名官員指出：
根本沒理由去發展新路線。首條單軌線一天未啟用，一天看不到成效，我們就不會興建任何新路線。孟買大都會區發展局覺得擬建的地鐵線通車之後，才有需要建設單軌線，屆時單軌列車可以成為地鐵的接駁交通工具。
社會意見質疑擬建的單軌鐵路綫是否足以應付客流量需求，國內外交通專家也建議其他有意興建單軌鐵路的印度城市（如班加羅爾）改為興建輕軌或巴士快速交通系統。因此，上述項目一直處於擱置狀態。2015年4月16日，《經濟時報》報道馬哈拉施特拉邦政府決定終止上述項目，又引述孟買大都會區發展局一名官員說：「以前（我們）計劃興建一條連接塔那、格利揚和皮文迪的單軌，還有另一條連接塔那和瓦達拉的單軌，不過這些計劃都已經取消了，以後也不再會有新的單軌項目了。」

## 外部連結
- MMRDA Monorail（页面存档备份，存于）
- MMRDA Monorail MAP（页面存档备份，存于）